# Длинноклювая рукия
Длинноклювая рукия, или понапенская рукия (лат. Rukia longirostra), — вид воробьиных птиц из семейства белоглазковых (Zosteropidae). Подвидов не выделяют.

## Таксономия
Возможно, данный вид относится не к роду Rukia и его следует перенести в другой род птиц, например, Zosterops.
Этот вид описан по экземплярам, собранным Хёдзиро Ории. В своем дневнике Ории описал, что в списке птиц из коллекции, собранной Экспедицией Уитни в Южном море, он обнаружил не описанную ранее форму. В это время он находился в хижине на острове Понпеи, ему удалось быстро найти и добыть именно эту птицу и отправить экземпляр в Токио. Там Такацукаса Нобусуке и Ямасина Ёсимаро опубликовали информацию о длинноклювой рукии (Rukia longirostra) в качестве нового рода и вида за несколько недель до того, как Эрнст Майр опубликовал описание этого же вида как Rhamphozosterops sanfordi.

## Описание
Длина тела 13 см. Вес 17,9 г. Имеет длинный, тонкий и изогнутый клюв, как у медоедов (Meliphagidae). Оперение сверху охристо-оливковое, на голове чуть зеленее, на крупе светлее, на надхвостьях более охристое; узкие глазные кольца; маховые и рулевые перья чёрно-коричневые с оливковыми или коричневатыми краями, основные и второстепенные перья с беловатыми или коричневатыми внутренними краями; с нижней стороны тела оттенки намного светлее и охристее, сильнее всего на боках, подбородок, горло и середина низа слегка зеленовато-желтые. Цвет радужных оболочек каштаново-коричневый; клюв буровато-чёрный; ноги от бледно-желтого до желтовато-оранжевого цвета. Самцы и самки выглядят одинаково. Неполовозрелые особи не описаны.

## Распространение
Эндемик острова Понпеи (Федеративные Штаты Микронезии). Живёт в горных лесах.